# 連皮克山
14°56′32″S 72°30′48″W / 14.94222°S 72.51333°W
連皮克山（Llimphiq），是秘魯的山峰，位於該國南部阿雷基帕大區，由拉烏尼翁省的普伊卡區負責管轄，屬於萬索山脈的一部分，海拔高度5,000米。